# 民族浄化
民族浄化（みんぞくじょうか、クロアチア語・ボスニア語・セルビア語: етничко чишћење / etničko čišćenje、英語: ethnic cleansing）は、おもに戦争における戦略として、大量虐殺、強制移住などの手段で特定の民族を殲滅させることを言う。

## 語源
「民族浄化」は、1990年代に内戦中の旧ユーゴスラビア地域のメディアに頻繁に使用されたクロアチア語、ボスニア語およびセルビア語の「етничко чишћење / etničko čišćenje（エトニチュコ・シスチェーニェ）を翻訳したもので、ボスニア紛争を契機にして1992年頃から世界の主要メディアでも広く使用されるようになった。流通するようになったきっかけは、当時のボスニア政府とPR契約を結んでいた、アメリカの広告代理店「ルーダー・フィン社（Ruder Finn）」のジム･ハーフ (James W. Harff) が効果的なメディア対策をおこなったためである。
「ルーダー・フィン社」は当初、セルビア人による虐殺を非難するための言葉として「ホロコースト」を使用したがこの言葉をナチスによるユダヤ人虐殺以外に使わせることをユダヤ人団体が認めようとせず不快感をあらわにしたので、これに代わる言葉を見つけ出す必要があった。ルーダー・フィン社は「エトゥチニコ・シチェーニェ」という言葉を、ボスニア紛争以前に契約していたクロアチア側がセルビア人を非難するために使っていたことを知り、セルビア側を攻撃する際に徹底的に使用するようになった。英訳の際に「ethnic purifying」と「ethnic cleansing」の2種類が用意され、当初はどちらも使われていたが、後者の方がより残酷な印象を与えるため、すぐに「ethnic cleansing」へ移行した。現在はもっぱら「ethnic cleansing」が用いられている。
語源に関しては諸説あるが、早ければ第二次世界大戦時に使われ始めたものと考えられ、第二次世界大戦中にセルビア人とクロアチア人の間で生じた民族間虐殺を指してバルカン地域で用いられていた。第二次世界大戦時代、ユーゴスラビア領内にはクロアチア人の民族主義者ウスタシャによって、ナチスの傀儡国家「クロアチア独立国」が建国された。ウスタシャとクロアチア独立国の当局は、ナチスと協力して域内のユダヤ人、セルビア人、ロマなどの絶滅や追放を目指した。
その後ヨシップ・ブロズ・チトー政権の成立によりユーゴスラビアは多民族国家として再出発し、民族の協調がうたわれたため、バルカン地方を越えた一般的な言葉としては流通しなかった。この時の民族浄化の記憶は、ボスニア紛争時にボスニア内の各民族に、再び他民族が自分たちを虐殺するのではないかという、少なからぬ恐怖感を与えたようである。多民族国家であったユーゴスラビア連邦でも、1980年代、ヨシップ・ブロズ・ティトーの死後、民族主義的な感情の高まりにしたがって、自民族は「民族浄化」の犠牲者であるとする論調で、異民族に対する憎悪をあおる場面で頻繁に用いられるようになった。各民族に対等の権利を保障するユーゴスラビアの制度によって、数の上では最大であるセルビア人の地位は相対的に低くなり、また歴史的にセルビア人が多く住んでいた地方の多くがセルビア共和国の外に置かれた。また、コソボではセルビア人の流出による人口減少と、多産社会のアルバニア人の人口増大によって人口比率は大きく変化していた。こうしたことに対する不満と、第二次世界大戦中にナチス、ファシスト政権と協力関係にあったクロアチア人、アルバニア人を結びつけ、「セルビア人は過去に民族浄化の被害者であった」、「いままたセルビア人に対する民族浄化が進められている」といった論調で異民族に対する憎悪を高めていた。
1990年代前半に一連のユーゴスラビア紛争が始まると、クロアチアやボスニア・ヘルツェゴビナのムスリム人（ボシュニャク人）によって、敵対するセルビア人の残酷性を世界にアピールする目的のプロパガンダとして発信された。ロイ・ガットマン等の西側諸国のメディアなどがこれを大規模に取上げたことにより、「民族浄化」の語は世界的に知れ渡るところとなった。
2017年には、ミャンマー政府のロヒンギャ（ベンガル系イスラム教徒）に対する弾圧・虐殺が激化して多くの難民が発生する事態となり、国連のグテーレス事務総長はこの状況を「民族浄化」と評した。

## 関連文献
書籍
- 伊藤芳明『ボスニアで起きたこと 「民族浄化」の現場から』岩波書店、1996年9月25日。ISBN 978-4-0000-2094-7。
- 岩田昌征『ユーゴスラヴィア多民族戦争の情報像―学者の冒険』御茶の水書房、1999年8月。ISBN 978-4-275-01770-3。
- 久保慶一『引き裂かれた国家―旧ユーゴ地域の民主化と民族問題』有信堂高文社、2003年10月。ISBN 978-4-8420-5551-0。
- 佐原徹哉『ボスニア内戦 グローバリゼーションとカオスの民族化』有志舎〈国際社会と現代史〉、2008年3月13日。ISBN 978-4-9034-2612-9。
- 高木徹『ドキュメント 戦争広告代理店 情報操作とボスニア紛争』講談社、2002年6月。ISBN 978-4-0621-0860-7。
- 多谷千香子『「民族浄化」を裁く―旧ユーゴ戦犯法廷の現場から』岩波書店〈岩波新書 新赤版 973〉、2005年10月20日。ISBN 978-4-0043-0973-4。
- 千田善『ユーゴ紛争はなぜ長期化したか―悲劇を大きくさせた欧米諸国の責任』勁草書房、1999年4月1日。ISBN 978-4-3263-5118-3。
- 最上敏樹『人道的介入―正義の武力行使はあるか』岩波書店〈岩波新書〉、2001年10月19日。ISBN 978-4-0043-0752-5。

論文
- Thum, Gregor (2006–2007). “Ethnic Cleansing in Eastern Europe after 1945” (英語). Contemporary European History 19 (1):  75–81. doi:10.1017/S0960777309990257.